# Satipo
Satipo ist eine Stadt in der Region Junín in Zentral-Peru. Sie ist Hauptstadt der Provinz Satipo und liegt im gleichnamigen Distrikt. Die Einwohnerzahl betrug beim Zensus 2017 23.203. 10 Jahre zuvor lag sie bei 21.894.

## Geographie
Die Stadt liegt in den nordöstlichen Ausläufern der peruanischen Zentralkordillere am linken Flussufer des Río Satipo auf einer Höhe von 628 m. Von der Stadt führen Straßen nach Pichanaqui (nach Nordwesten), nach Mazamari (nach Südosten) sowie nach Südwesten durch das Gebirge zu den im Andenhochland gelegenen Städten Huancayo und Jauja.

## Geschichte
Satipo entwickelte sich aus einer Ansiedlung, die August Hilser, ein aus Schramberg stammender Einwanderer, 1898 gegründet hatte. Ihm folgten zahlreiche deutsche Familien, die nach dem Ende Ersten Weltkrieges ihre Heimat verließen und nach Peru auswanderten.